# Коновалов, Андрей Иванович
Андрей Иванович Коновалов (17 октября 1896 года, ст. Узловая, Тульская губерния — 14 февраля 1973 года, пос. Монино, Московская область) — советский военный деятель, генерал-майор (4 февраля 1943 года).

## Начальная биография
Андрей Иванович Коновалов родился 17 октября 1896 года на ст. Узловая Тульской губернии.

## Военная служба

### Первая мировая и гражданская войны
В мае 1915 года призван в ряды Русской императорской армии и направлен в 12-й запасной батальон, дислоцированный в г. Моршанск, откуда после окончания месячного обучения направлен в Закатальский 164-й пехотный полк (41-я пехотная дивизия), после чего принимал принимал участие в боевых действиях на Юго-Западном фронте. В 1916 году там же окончил учебную команду, после чего в чине младшего унтер-офицера служил командиром взвода разведки. С августа 1917 года находился в отпуске, во время которого вернулся на родину и в ноябре того же года был демобилизован Богородицким уездным воинским начальником, после чего работал в депо ст. Узловая (Тульская губерния).
В марте 1919 года призван в ряды РККА и направлен в 61-й отдельный запасной батальон ВОХР, который вскоре был преобразован в Московский отряд ВЧК, в составе которого Коновалов, находясь на должностях командира отделения отделения и взвода, принимал участие в ликвидации бандитизма на территории Смоленской и Тверской губерний, а также в боевых действиях под Царицыном. В 1920 году отряд был передислоцирован в Великий Устюг, где был включён в состав 12-й отдельной пехотной бригады, где вскоре Коновалов заболел тифом, после чего находился на лечении в госпитале.

### Межвоенное время
После выздоровления в сентябре 1920 года направлен на учёбу в 17-ю Тульскую пехотную школу комсостава, во время которой одновременно служил на должностях командира отделения и помощника командира взвода. После окончания учёбы с сентября 1922 года служил командиром взвода в составе 10-х Бакинских и 4-х Армавирских пехотных курсов.
В феврале 1923 года переведён во 2-й Сухумский стрелковый полк (1-я Кавказская стрелковая дивизия), где служил на должностях командира взвода и помощника командира роты, а в мае 1924 года — в 6-й Кавказский стрелковый полк (2-я Кавказская стрелковая дивизия имени А. К. Степина), дислоцированный в г. Кусары, где служил на должностях помощника командира и командира роты. В период с сентября 1924 по август 1925 года одновременно учился на курсах физического образования комсостава РККА и флота имени В. И. Ленина в Ленинграде, после окончания которых вернулся в прежний полк.
В ноябре 1930 года А. И. Коновалов назначен на должность начальника полковой школы Яновского стрелкового полка, дислоцированного в г. Янов (Киевская область), в октябре 1932 года — на должность помощника начальника 1-й (оперативной) части штаба 60-й стрелковой дивизии, в июне 1934 года — на должность начальника штаба 5-го Кавказского стрелкового полка, который вскоре был преобразован в 178-й стрелковый.
В 1937 году назначен командиром 174-го стрелкового полка, дислоцированного в г. Смела, однако в должность не вступил в ноябре того же года направлен на учёбу на курсы «Выстрел», после окончания которых в августе 1938 года назначен на должность коменданта Нижне-Амурского укреплённого района (2-я Краснознамённая армия) в г. Николаевск-на-Амуре, а 26 марта 1941 года — на должность командира 21-й стрелковой дивизии (Дальневосточный фронт), дислоцированной в г. Спасск-Дальний. 8 мая того же года попал в автомобильную аварию, в результате чего лечился в госпитале.

### Великая Отечественная война
С началом войны продолжил лечение.
После выздоровления с 26 января 1942 года состоял в распоряжении Главного управления кадров НКО и 25 февраля того же года назначен на должность начальника Бакинского пехотного училища имени Серго Орджоникидзе, а после его расформирования 17 ноября того же года — на должность начальника Краснодарского пулемётно-миномётного училища, дислоцированного в Ереване. После передислокации в Кировабад училище 28 февраля 1945 года было переименовано в Кировабадское стрелково-миномётное, а 18 апреля того же года преобразовано в Кировабадское пехотное.

### Послевоенная карьера
После окончания войны училище было расформировано, а генерал-майор Коновалов находился в распоряжении Главного управления кадров НКО и в октябре 1946 года назначен на должность начальника военной кафедры Одесского сельскохозяйственного института.
Генерал-майор Андрей Иванович Коновалов в декабре 1952 года вышел в запас по болезни. Умер 14 февраля 1973 года в посёлке Монино Московской области.

## Воинские звания
- Комбриг (4 ноября 1939 года);
- Генерал-майор (4 февраля 1943 года).

## Награды
- Орден Ленина (21.02.1945)
- Два ордена Красного Знамени (03.11.1944, 20.06.1949);
- Орден Красной Звезды (08.02.1943);
- Медали.

## Память
- Имя воина увековечено в Главном Храме Вооружённых сил России и на мемориале «Дорога памяти»[2].